# The Rivalry
The Rivalry è il decimo album in studio del gruppo musicale heavy metal tedesco Running Wild.
Il disco, pubblicato il 9 febbraio 1998 dalla GUN è il secondo della trilogia cominciata con Masquerade e conclusasi nel 2000 con Victory.

## Tracce
1. March of the Final Battle (The End of All Evil) - 1:59
2. The Rivalry - 5:34
3. Kiss of Death - 3:37
4. Firebreather - 4:03
5. Return of the Dragon - 6:47
6. Resurrection - 4:46
7. Ballad of William Kidd - 8:43
8. Agents of Black - 3:57
9. Fire and Thunder - 7:33
10. The Poison - 4:40
11. Adventure Galley - 4:20
12. Man on the Moon - 4:49
13. War and Peace - 7:42

## Formazione
- Rolf Kasparek - voce, chitarra
- Thilo Herrmann - chitarra
- Thomas Smuszynski - basso
- Jörg Michael - batteria